# Cacerense EC
Der Cacerense Esporte Clube, in der Regel nur kurz Cacerense  genannt, ist ein Fußballverein aus Cáceres im brasilianischen Bundesstaat Mato Grosso.

## Erfolge
- Staatsmeisterschaft von Mato Grosso: 2007
- Staatspokal von Mato Grosso: 2006

## Stadion
Der Verein trägt seine Heimspiele im Estádio Luiz Geraldo da Silva, auch unter dem Namen Geraldão bekannt, in Cáceres aus. Das Stadion hat ein Fassungsvermögen von 9000 Personen.

## Trainerchronik
Stand: August 2021
| Trainer            | Nation    | von  | bis  |
| ------------------ | --------- | ---- | ---- |
| Ariovaldo Leonardi | Brasilien | 2007 |      |
| Marcos Birigui     | Brasilien | 2006 | 2007 |
| Heraldo Gonçalves  | Brasilien | 2007 | 2008 |
| Eder Taques        | Brasilien | 2008 |      |
| Sérgio Perini      | Brasilien | 2009 |      |
| Eduardo Henrique   | Brasilien | 2011 |      |
| Oscar Conrado      | Brasilien | 2012 | 2014 |
| Marcos Birigui     | Brasilien | 2017 |      |
| Gianni Freitas     | Brasilien | 2018 |      |
| Odil Soares        | Brasilien | 2019 |      |